# Championnats du monde de triathlon en relais mixte 2012
Navigation
Édition précédente Édition suivante
Le championnat du Monde de relais mixte 2012 de la Fédération internationale de triathlon s'est tenu à Stockholm, en Suède le 26 août 2012. La compétition était la quatrième depuis sa création en 2009. L'événement de ce championnat du monde a coïncidé sur le même week-end que l'épreuve de l'ITU Séries mondiales de triathlon de Stockholm de 2012.
Chaque pays a été autorisé à participer avec deux équipes mixte de quatre participants, composée de deux femmes et de deux hommes. Les équipes doivent s'affronter dans l'ordre suivant : (1 femme/1 homme/1 femme/1 homme). Chaque triathlète doit concourir sur des distances de plus ou moins, 300 mètres de natation, 6,6 km de vélo de route et 1,6 km de course à pied, puis passer le relais à son compatriote.

## Résultats
Cette manifestation a été la première à se produire après les Jeux olympiques de Londres qui se sont déroulés juste deux semaines avant. La compétition a démarré avec vingt-deux équipes qui représentaient vingt pays.
Avec l'aide du médaillé de bronze olympique Jonathan Brownlee, la Grande-Bretagne était en mesure de défendre son titre de championne du monde de triathlon par équipe 2011. L'équipe française a terminé deuxième, terminant dix secondes derrière la Grande-Bretagne. L'équipe russe est venue prendre la médaille de bronze.
| Rang | Équipe             | Temps           |
| --- | ------------------ | --------------- |
| | Royaume-Uni I      | 1 h 26 min 48 s |
| - Vicky Holland : 23 min 24 s - Will Clarke : 20 min 39 s - Non Stanford : 22 min 56 s - Jonathan Brownlee : 19 min 51 s                   |                    | 1 h 26 min 48 s |
| | France             | 1 h 26 min 58 s |
| - Jessica Harrison : 23 min 07 s - Tony Moulai : 20 min 41 s - Carole Péon : 23 min 26 s - Vincent Luis : 19 min 45 s                      |                    | 1 h 26 min 58 s |
| | Russie             | 1 h 27 min 31 s |
| - Irina Abysova : 23 min 09 s - Dmitry Polyanskiy : 21 min 17 s - Alexandra Razarenova : 22 min 46 s - Alexander Bryukhankov : 20 min 20 s |                    | 1 h 27 min 31 s |
| 4 | Allemagne II       | 1 h 28 min 06 s |
| 5 | Suisse             | 1 h 28 min 38 s |
| 6 | Espagne            | 1 h 28 min 43 s |
| 7 | Italie             | 1 h 28 min 52 s |
| 8 | Hongrie            | 1 h 29 min 05 s |
| 9 | Ukraine            | 1 h 29 min 20 s |
| 10 | Nouvelle-Zélande   | 1 h 29 min 27 s |
| 11 | République tchèque | 1 h 29 min 42 s |
| 12 | Suède              | 1 h 29 min 44 s |
| 13 | Pays-Bas           | 1 h 29 min 49 s |
| 14 | Japon              | 1 h 30 min 02 s |
| 15 | Australie          | 1 h 31 min 15 s |
| 16 | Canada             | 1 h 31 min 26 s |
| 17 | Afrique du Sud     | 1 h 31 min 30 s |
| 18 | Belgique           | 1 h 31 min 48 s |
| 19 | Brésil             | 1 h 32 min 57 s |
| NC | Allemagne I        | 1 h 28 min 33 s |
| NC | Royaume-Uni II     | 1 h 31 min 23 s |
| DNF | États-Unis         | 0 h 00 min 00 s |
| Source: |                    |                 |

Le Français Vincent Luis a été le plus rapide sur le parcours du côté des hommes avec un temps de 19 min 45 s. L'Allemande Anne Haug a été la plus rapide du côté des femmes (22 min 42 s)